# Busstrafiken Stockholm - Björknäs - Värmdö

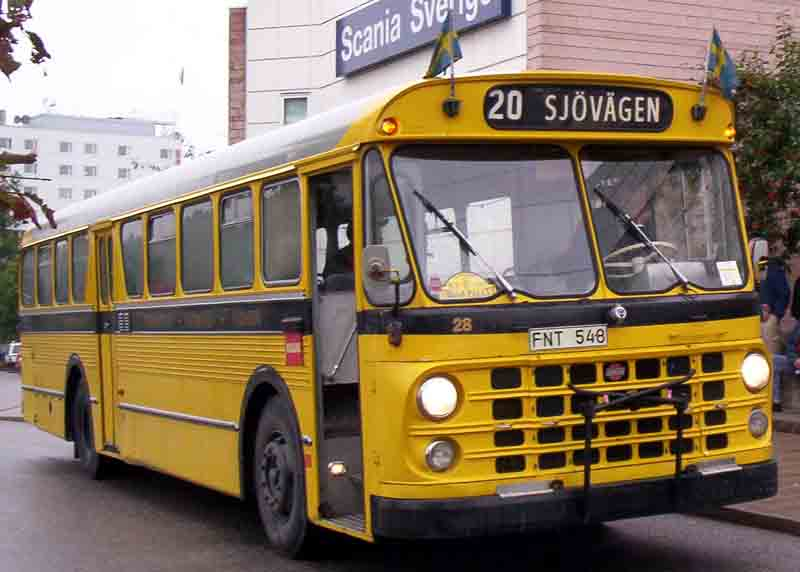
Buss från Svenska Karosseriverkstäderna AB på Scania-Vabis-chassi BF7659, levererad 1965 till Busstrafiken Stockholm-Björknäs-Värmdö

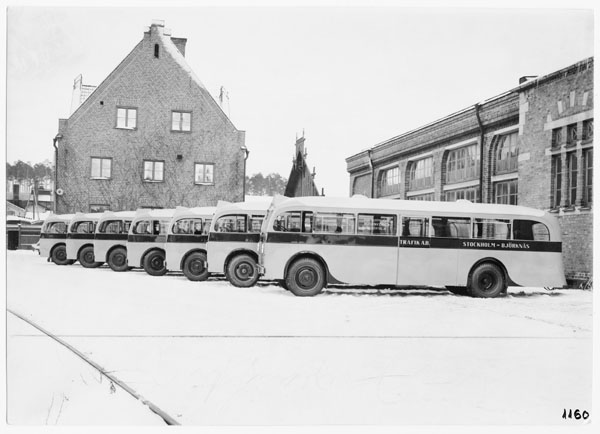
Bussar tillhörande BSBV

Busstrafiken Stockholm - Björknäs - Värmdö (BSBV), i allmänhet kallat Björknäsbussarna, var ett bussbolag med verksamhet i östra delen av Stockholms län.
År 1919 startades den första busslinjen i det som idag är Nacka och Värmdö kommuner. Den gick först mellan Danvikstull och Skurustugan, men förlängdes snart till Björknäs, som kom att bli bussbolagets hemvist. Företaget hette Ektorps bilstation, Blom & Larsson.
I samband med att nytt garage och huvudkontor etablerades i Björknäs 1925, namnändrades företaget till Trafikbolaget Stockholm - Björknäs, Blom & Larsson. Linjenätet utökades med flera linjer i Nackaområdet under andra halvan av 1920-talet. Ny ändstation i Stockholm blev 1926 Borgmästargatan.
År 1929 inköptes företaget av Järnvägs AB Stockholm - Saltsjön och ombildades till ett dotterföretag med namnet Trafik AB Stockholm - Björknäs. Samma år började de första värmdölinjerna trafikeras. De gick till Värmdö kyrka, Fagerdala och Eknäs på Ingarö. Linjenätet växte därefter kraftigt under 1930-talet.
Företaget fick sitt slutgiltiga namn, Busstrafiken Stockholm - Björknäs - Värmdö, 1938, när Saltsjöbanan tog över trafiken i egen regi.
Genom Hörjelöverenskommelsen överfördes bolaget 1968 till det av Storstockholms Lokaltrafik (SL) helägda Trafik AB Saltsjöfart. Ytterligare några år senare avvecklades Saltsjöfart och BSBV:s linjenät är nu en integrerad del av SL:s trafik, och omfattar linjerna i 400-serien. Ändhållplatsen i Stockholm flyttades 1971 till Slussen, med anslutning till tunnelbanan.
Trafiken utförs idag av Nobina Sverige AB från den 9/2-25 efter Keolis på uppdrag av SL. Garage, trafikledning och verkstad finns fortfarande i Björknäs.

## Linjenät
Björknäsbussarnas linjenät förändrades naturligtvis genom åren, men så här såg det ut 1950 (ändringar t o m 1959 inom parentes):
1. Borgmästargatan - Björknäs
2. Borgmästargatan - Duvnäs
3. Borgmästargatan - Älta (Ekstubben)
4. Borgmästargatan - Lännersta - Boo
5. Borgmästargatan - Korset - Lövberga (- Hasseludden 1954)
6. Borgmästargatan - Mensättra - Gustavsvik
7. Borgmästargatan - Eriksvik - Kummelnäs
8. Borgmästargatan - Vikdalen - Augustendal
9. Borgmästargatan - Drottninghamn (- Kungshamn 1951)
10. Borgmästargatan - Björknäs - Talludden
11. Borgmästargatan - Björknäs - Tollare
12. Borgmästargatan - Lagnö brygga
13. (vakant)
14. Borgmästargatan - Eriksvik - Vikingshill
15. Borgmästargatan - Gustavsberg - Hemmesta - Värmdö kyrka - Kalvsvik (- Boda 1958)
16. Borgmästargatan - Gustavsberg - Hemmesta - Värmdö kyrka - Lillsved
17. Borgmästargatan - Gustavsberg - Hemmesta - Fagerdala
18. Borgmästargatan - Gustavsberg - Hemmesta - Saltarö
19. Borgmästargatan - Gustavsberg - Strömma - Stavsnäs
20. Borgmästargatan - Gustavsberg - Brunn - Fågelvik - Eknäs
21. (vakant)
22. Borgmästargatan - Gustavsberg - Brunn - Mörtviken (till 1954)
23. Borgmästargatan - Gustavsberg - Brunn - (- Mörtviken 1954) - Björkvik
24. Borgmästargatan - Gustavsberg - Strömma - Malma
25. Borgmästargatan - Gustavsberg - Hemmesta - Värmdö kyrka - Stenslätten
26. Borgmästargatan - Gustavsberg - Aspvik (1951)
27. (vakant)
28. (vakant)
29. Djurö färjeläge - Sollenkroka
30. (vakant)
31. Solsidan - Älgö
32. (vakant)
33. Borgmästargatan - Hästhagen (1955)